# 廮陶縣
廮陶县（廮音yǐng，有误写为“瘿”的），古县名，今河北省邢台市一带，曾两度设置。其地原属春秋时晋国杨氏邑，战国时属赵国。

## 第一次设置
汉高祖十一年（前196年）于杨氏邑城南14.5公里处置廮陶县，属钜鹿郡，治所在今平乡县田付村乡艾村。东汉时，廮陶县为钜鹿郡郡治。汉桓帝延熹八年（165年）勃海国迁往钜鹿郡，其地改设勃海郡，析钜鹿郡新设廮陶国。因为勃海王刘悝谋逆贬为廮陶王。永康元年（167年）桓帝遗诏恢复刘悝渤海王，廮陶国迁往勃海郡，其地并入钜鹿郡。建安十七年（212年），廮陶县改属魏郡。三国曹魏时，廮陶县仍为钜鹿郡郡治。西晋咸宁六年（280年），分全国为十九州，廮陶县属冀州。太康年间，杨氏县并入廮陶县，为冀州钜鹿国治、领。北魏时，廮陶县属定州北钜鹿郡。北齐天保七年（556年），省廮陶县并入廮遥县。

## 第二次设置
隋开皇三年（583年）廮遥县复名廮陶县，治今宁晋县城关，改属栾州。隋大业三年（607年），复将栾州改赵郡，廮陶县属赵郡。唐代，廮陶县先属赵州，武德五年（622年）改赵州为栾州。贞观元年（627年），唐太宗分全国为十道，廮陶县属河北道赵州。天宝元年（742年），因“廮陶”谐音“应逃”不祥，取“安宁晋福”之意，改称宁晋。此后，廮陶县没有再复置。